# Carl Arnhold
Robert Carl Arnhold, auch Karl Robert Arnhold, (* 18. Dezember 1884 in Elberfeld; † 5. Oktober 1970 in Witten) war ein deutscher Ingenieur und Hochschullehrer.

## Leben
Er stammte aus einer Handwerkerfamilie und wurde als Sohn des Versicherungsbeamten Carl Arnhold und seiner Ehefrau Lydia Charlotte geborene Schäfer in Elberfeld geboren.
Nach dem Besuch der Volks- und Realschule absolvierte Carl Arnhold ein praktisches Jahr und ging dann an die Königliche Höhere Maschinenbauschule und an die Technische Hochschule. Er wurde Konstrukteur und Betriebsingenieur. Aus dem Ersten Weltkrieg kehrte er 1920 als Oberleutnant der Reserve zurück und kämpfte aktiv gegen den Spartakusbund. 1923 geriet er durch Verrat in französische Einzelhaft wegen Sabotage. Die Haft verbüßte er in Düsseldorf und Mainz.
1925 gründete er das Deutsche Institut für technische Arbeitsschulung (DINTA), dessen Leitung er selbst übernahm. Dieses Institut wurde 1933 in die DAF eingegliedert. Zum 1. April 1933 trat er in die NSDAP (Mitgliedsnummer 2.010.161) und ebenfalls 1933 in die SA ein.
Von 1935 bis 1940 leitete Carl Arnhold das Amt für Arbeitsführung und Berufserziehung der Deutschen Arbeitsfront. Im Anschluss war er bis zum Ende des Zweiten Weltkrieges Generalreferent für Berufserziehung und Leistungssteigerung im Reichswirtschaftsministerium.
Während des Krieges war Arnhold gemeinsam mit Oscar Nissen, Reinhold Preuschen und Otto Schwarz maßgeblich an der Entwicklung eines praxistauglichen Schleudersitzes beteiligt.
Arnold war Vorstandsmitglied des Deutschen Museums in München und leitete das Reichswirtschaftsmuseum in Düsseldorf. Ferner besaß er einen Lehrauftrag für Organisatorische Betriebsgestaltung an der Technischen Hochschule Aachen.
Nach Kriegsende war er zwei Jahre interniert. Danach trat er durch Vorträge und Beratungen in der Öffentlichkeit in Erscheinung und übernahm 1953 die Leitung der Holzfachschule in Bad Wildungen.

## Ehrungen
Die Technische Hochschule Dresden ernannte ihn zum Dr.-Ing. h. c. und verlieh ihm 1936 eine Honorarprofessur.